# Navarro
Pour les articles homonymes, voir Navarro (homonymie).
Brigade Navarro
Navarro est une série télévisée française en 108 épisodes de 90 minutes, créée par Pierre Grimblat et Tito Topin, diffusée entre le 26 octobre 1989 et le 19 avril 2007 sur TF1 puis rediffusée sur TMC, Jimmy, 13e rue et depuis le 5 novembre 2012 sur C8 et rediffusée du 4 janvier au 19 août 2016 sur Chérie 25. En rediffusion également sur RTL9.
Au Québec, la série est diffusée à partir du 2 janvier 1995 sur Canal D.

## Synopsis
Cette série met en scène les enquêtes d'Antoine Navarro, commissaire de police à Paris. Il élève seul sa fille Yolande.

## Distribution

### Postes
| Saison                    | 1                                                                     | 2                                                                     | 3                                                                     | 4                                                                     | 5                                                                     | 6                                                                     | 7                                                                     | 8                                                                     | 9                                                                     | 10                                                                    | 11                                                                    | 12                                                                    | 13                                                                    | 14                                                                    | 15                                                                    | 16                                                                    | 17                                                                    | 18                                                        | 19                                                        |
| ------------------------- | --------------------------------------------------------------------- | --------------------------------------------------------------------- | --------------------------------------------------------------------- | --------------------------------------------------------------------- | --------------------------------------------------------------------- | --------------------------------------------------------------------- | --------------------------------------------------------------------- | --------------------------------------------------------------------- | --------------------------------------------------------------------- | --------------------------------------------------------------------- | --------------------------------------------------------------------- | --------------------------------------------------------------------- | --------------------------------------------------------------------- | --------------------------------------------------------------------- | --------------------------------------------------------------------- | --------------------------------------------------------------------- | --------------------------------------------------------------------- | --------------------------------------------------------- | --------------------------------------------------------- |
| Commissaire               | Commissaire Antoine Navarro (Roger Hanin)                             | Commissaire Antoine Navarro (Roger Hanin)                             | Commissaire Antoine Navarro (Roger Hanin)                             | Commissaire Antoine Navarro (Roger Hanin)                             | Commissaire Antoine Navarro (Roger Hanin)                             | Commissaire Antoine Navarro (Roger Hanin)                             | Commissaire Antoine Navarro (Roger Hanin)                             | Commissaire Antoine Navarro (Roger Hanin)                             | Commissaire Antoine Navarro (Roger Hanin)                             | Commissaire Antoine Navarro (Roger Hanin)                             | Commissaire Antoine Navarro (Roger Hanin)                             | Commissaire Antoine Navarro (Roger Hanin)                             | Commissaire Antoine Navarro (Roger Hanin)                             | Commissaire Antoine Navarro (Roger Hanin)                             | Commissaire Antoine Navarro (Roger Hanin)                             | Commissaire Antoine Navarro (Roger Hanin)                             | Commissaire Antoine Navarro (Roger Hanin)                             | Commissaire Antoine Navarro (Roger Hanin)                 | Commissaire Antoine Navarro (Roger Hanin)                 |
| OPJ                       | -                                                                     | -                                                                     | -                                                                     | -                                                                     | -                                                                     | -                                                                     | -                                                                     | -                                                                     | -                                                                     | -                                                                     | -                                                                     | -                                                                     | -                                                                     | -                                                                     | -                                                                     | -                                                                     | -                                                                     | -                                                         | Capitaine Hélène Roussel (Viktor Lazlo)                   |
| OPJ                       | Inspecteur puis Lieutenant Jean Philippe Bain-Marie (Jacques Martial) | Inspecteur puis Lieutenant Jean Philippe Bain-Marie (Jacques Martial) | Inspecteur puis Lieutenant Jean Philippe Bain-Marie (Jacques Martial) | Inspecteur puis Lieutenant Jean Philippe Bain-Marie (Jacques Martial) | Inspecteur puis Lieutenant Jean Philippe Bain-Marie (Jacques Martial) | Inspecteur puis Lieutenant Jean Philippe Bain-Marie (Jacques Martial) | Inspecteur puis Lieutenant Jean Philippe Bain-Marie (Jacques Martial) | Inspecteur puis Lieutenant Jean Philippe Bain-Marie (Jacques Martial) | Inspecteur puis Lieutenant Jean Philippe Bain-Marie (Jacques Martial) | Inspecteur puis Lieutenant Jean Philippe Bain-Marie (Jacques Martial) | Inspecteur puis Lieutenant Jean Philippe Bain-Marie (Jacques Martial) | Inspecteur puis Lieutenant Jean Philippe Bain-Marie (Jacques Martial) | Inspecteur puis Lieutenant Jean Philippe Bain-Marie (Jacques Martial) | Inspecteur puis Lieutenant Jean Philippe Bain-Marie (Jacques Martial) | Inspecteur puis Lieutenant Jean Philippe Bain-Marie (Jacques Martial) | Inspecteur puis Lieutenant Jean Philippe Bain-Marie (Jacques Martial) | Inspecteur puis Lieutenant Jean Philippe Bain-Marie (Jacques Martial) | -                                                         | -                                                         |
| OPJ                       | Inspecteur puis Lieutenant Joseph Blomet (Daniel Rialet)              | Inspecteur puis Lieutenant Joseph Blomet (Daniel Rialet)              | Inspecteur puis Lieutenant Joseph Blomet (Daniel Rialet)              | Inspecteur puis Lieutenant Joseph Blomet (Daniel Rialet)              | Inspecteur puis Lieutenant Joseph Blomet (Daniel Rialet)              | Inspecteur puis Lieutenant Joseph Blomet (Daniel Rialet)              | Inspecteur puis Lieutenant Joseph Blomet (Daniel Rialet)              | Inspecteur puis Lieutenant Joseph Blomet (Daniel Rialet)              | Inspecteur puis Lieutenant Joseph Blomet (Daniel Rialet)              | Inspecteur puis Lieutenant Joseph Blomet (Daniel Rialet)              | Inspecteur puis Lieutenant Joseph Blomet (Daniel Rialet)              | Inspecteur puis Lieutenant Joseph Blomet (Daniel Rialet)              | Inspecteur puis Lieutenant Joseph Blomet (Daniel Rialet)              | Inspecteur puis Lieutenant Joseph Blomet (Daniel Rialet)              | Inspecteur puis Lieutenant Joseph Blomet (Daniel Rialet)              | Inspecteur puis Lieutenant Joseph Blomet (Daniel Rialet)              | Inspecteur puis Lieutenant Joseph Blomet (Daniel Rialet)              | -                                                         | -                                                         |
| OPJ                       | Inspecteur puis Lieutenant René Auquelin (Christian Rauth)            | Inspecteur puis Lieutenant René Auquelin (Christian Rauth)            | Inspecteur puis Lieutenant René Auquelin (Christian Rauth)            | Inspecteur puis Lieutenant René Auquelin (Christian Rauth)            | Inspecteur puis Lieutenant René Auquelin (Christian Rauth)            | Inspecteur puis Lieutenant René Auquelin (Christian Rauth)            | Inspecteur puis Lieutenant René Auquelin (Christian Rauth)            | Inspecteur puis Lieutenant René Auquelin (Christian Rauth)            | Inspecteur puis Lieutenant René Auquelin (Christian Rauth)            | Inspecteur puis Lieutenant René Auquelin (Christian Rauth)            | Inspecteur puis Lieutenant René Auquelin (Christian Rauth)            | Inspecteur puis Lieutenant René Auquelin (Christian Rauth)            | Inspecteur puis Lieutenant René Auquelin (Christian Rauth)            | Inspecteur puis Lieutenant René Auquelin (Christian Rauth)            | Inspecteur puis Lieutenant René Auquelin (Christian Rauth)            | Inspecteur puis Lieutenant René Auquelin (Christian Rauth)            | Inspecteur puis Lieutenant René Auquelin (Christian Rauth)            | -                                                         | -                                                         |
| OPJ                       | Inspecteur François Barrada (Sam Karmann)                             | Inspecteur François Barrada (Sam Karmann)                             | Inspecteur François Barrada (Sam Karmann)                             | Inspecteur François Barrada (Sam Karmann)                             | Inspecteur François Barrada (Sam Karmann)                             | Inspecteur François Barrada (Sam Karmann)                             | -                                                                     | -                                                                     | -                                                                     | -                                                                     | -                                                                     | Lieutenant Carole Maudiard (Marie Fugain)                             | Lieutenant Carole Maudiard (Marie Fugain)                             | Lieutenant Carole Maudiard (Marie Fugain)                             | Lieutenant Carole Maudiard (Marie Fugain)                             | Lieutenant Carole Maudiard (Marie Fugain)                             | Lieutenant Carole Maudiard (Marie Fugain)                             | Lieutenant Carole Maudiard (Marie Fugain)                 | Lieutenant Carole Maudiard (Marie Fugain)                 |
| OPJ                       | -                                                                     | -                                                                     | -                                                                     | -                                                                     | Inspecteur Laura Marcos (Grace de Capitani)                           | Inspecteur Laura Marcos (Grace de Capitani)                           | Inspecteur puis Lieutenant Guisseppe Borelli (Jean-Claude Caron)      | Inspecteur puis Lieutenant Guisseppe Borelli (Jean-Claude Caron)      | Inspecteur puis Lieutenant Guisseppe Borelli (Jean-Claude Caron)      | Inspecteur puis Lieutenant Guisseppe Borelli (Jean-Claude Caron)      | Inspecteur puis Lieutenant Guisseppe Borelli (Jean-Claude Caron)      | Inspecteur puis Lieutenant Guisseppe Borelli (Jean-Claude Caron)      | Inspecteur puis Lieutenant Guisseppe Borelli (Jean-Claude Caron)      | Inspecteur puis Lieutenant Guisseppe Borelli (Jean-Claude Caron)      | Inspecteur puis Lieutenant Guisseppe Borelli (Jean-Claude Caron)      | -                                                                     | -                                                                     | -                                                         | -                                                         |
| OPJ                       | -                                                                     | -                                                                     | -                                                                     | -                                                                     | -                                                                     | -                                                                     | -                                                                     | -                                                                     | -                                                                     | -                                                                     | -                                                                     | -                                                                     | Lieutenant Yann Boldec (Filip Nikolic)                                | Lieutenant Yann Boldec (Filip Nikolic)                                | Lieutenant Yann Boldec (Filip Nikolic)                                | Lieutenant Yann Boldec (Filip Nikolic)                                | Lieutenant Yann Boldec (Filip Nikolic)                                | Lieutenant Yann Boldec (Filip Nikolic)                    | Lieutenant Yann Boldec (Filip Nikolic)                    |
| OPJ                       | -                                                                     | -                                                                     | -                                                                     | -                                                                     | -                                                                     | -                                                                     | -                                                                     | -                                                                     | -                                                                     | -                                                                     | -                                                                     | -                                                                     | -                                                                     | -                                                                     | Lieutenant Lucas Paoli (Anthony Dupray)                               | Lieutenant Lucas Paoli (Anthony Dupray)                               | Lieutenant Lucas Paoli (Anthony Dupray)                               | Lieutenant Lucas Paoli (Anthony Dupray)                   | Lieutenant Lucas Paoli (Anthony Dupray)                   |
| Brigadier                 | Brigadier Martin (Jean-Marie Mistral)                                 | Brigadier Martin (Jean-Marie Mistral)                                 | Brigadier Martin (Jean-Marie Mistral)                                 | Brigadier Martin (Jean-Marie Mistral)                                 | Brigadier Martin (Jean-Marie Mistral)                                 | Brigadier Martin (Jean-Marie Mistral)                                 | Brigadier Martin (Jean-Marie Mistral)                                 | Brigadier Martin (Jean-Marie Mistral)                                 | Brigadier Martin (Jean-Marie Mistral)                                 | Brigadier Martin (Jean-Marie Mistral)                                 | Brigadier Martin (Jean-Marie Mistral)                                 | Brigadier Martin (Jean-Marie Mistral)                                 | Brigadier Martin (Jean-Marie Mistral)                                 | Brigadier Martin (Jean-Marie Mistral)                                 | Brigadier Martin (Jean-Marie Mistral)                                 | Brigadier Martin (Jean-Marie Mistral)                                 | Brigadier Martin (Jean-Marie Mistral)                                 | Brigadier Martin (Jean-Marie Mistral)                     | Brigadier Martin (Jean-Marie Mistral)                     |
| Commissaire divisionnaire | Commissaire divisionnaire Maurice Waltz (Maurice Vaudaux)             | Commissaire divisionnaire Maurice Waltz (Maurice Vaudaux)             | Commissaire divisionnaire Maurice Waltz (Maurice Vaudaux)             | Commissaire divisionnaire Maurice Waltz (Maurice Vaudaux)             | Commissaire divisionnaire Maurice Waltz (Maurice Vaudaux)             | Commissaire divisionnaire Maurice Waltz (Maurice Vaudaux)             | Commissaire divisionnaire Maurice Waltz (Maurice Vaudaux)             | Commissaire divisionnaire Maurice Waltz (Maurice Vaudaux)             | Commissaire divisionnaire Maurice Waltz (Maurice Vaudaux)             | Commissaire divisionnaire Maurice Waltz (Maurice Vaudaux)             | Commissaire divisionnaire Maurice Waltz (Maurice Vaudaux)             | Commissaire divisionnaire Maurice Waltz (Maurice Vaudaux)             | Commissaire divisionnaire Maurice Waltz (Maurice Vaudaux)             | Commissaire divisionnaire Maurice Waltz (Maurice Vaudaux)             | Commissaire divisionnaire Maurice Waltz (Maurice Vaudaux)             | Commissaire divisionnaire Maurice Waltz (Maurice Vaudaux)             | Commissaire divisionnaire Maurice Waltz (Maurice Vaudaux)             | Commissaire divisionnaire Maurice Waltz (Maurice Vaudaux) | Commissaire divisionnaire Maurice Waltz (Maurice Vaudaux) |
| Médecin légiste           | Docteur Salvo Carlo (Bernard Larmande)                                | Docteur Salvo Carlo (Bernard Larmande)                                | Docteur Salvo Carlo (Bernard Larmande)                                | Docteur Salvo Carlo (Bernard Larmande)                                | Docteur Salvo Carlo (Bernard Larmande)                                | Docteur Salvo Carlo (Bernard Larmande)                                | Docteur Salvo Carlo (Bernard Larmande)                                | Docteur Salvo Carlo (Bernard Larmande)                                | Docteur Salvo Carlo (Bernard Larmande)                                | Docteur Salvo Carlo (Bernard Larmande)                                | Docteur Salvo Carlo (Bernard Larmande)                                | Docteur Salvo Carlo (Bernard Larmande)                                | Docteur Salvo Carlo (Bernard Larmande)                                | Docteur Salvo Carlo (Bernard Larmande)                                | Docteur Salvo Carlo (Bernard Larmande)                                | Docteur Salvo Carlo (Bernard Larmande)                                | Docteur Salvo Carlo (Bernard Larmande)                                | Docteur Salvo Carlo (Bernard Larmande)                    | Docteur Salvo Carlo (Bernard Larmande)                    |
| Scientifique              | -                                                                     | -                                                                     | -                                                                     | Professeur Bloch (Michel Pilorgé)                                     | Professeur Bloch (Michel Pilorgé)                                     | Professeur Bloch (Michel Pilorgé)                                     | Professeur Bloch (Michel Pilorgé)                                     | Professeur Bloch (Michel Pilorgé)                                     | Professeur Bloch (Michel Pilorgé)                                     | Professeur Bloch (Michel Pilorgé)                                     | Professeur Bloch (Michel Pilorgé)                                     | Professeur Bloch (Michel Pilorgé)                                     | Professeur Bloch (Michel Pilorgé)                                     | Professeur Bloch (Michel Pilorgé)                                     | Professeur Bloch (Michel Pilorgé)                                     | Professeur Bloch (Michel Pilorgé)                                     | Professeur Bloch (Michel Pilorgé)                                     | Professeur Bloch (Michel Pilorgé)                         | Professeur Bloch (Michel Pilorgé)                         |

### Acteurs principaux

#### Commissaire
- Roger Hanin : Commissaire principal Antoine Navarro

#### OPJ (Les Mulets)
- Sam Karmann : Inspecteur puis commissaire François Barrada (1989-1993)
- Grace de Capitani : Inspecteur stagiaire puis Inspecteur Laura Marcos (1993)
- Jean-Claude Caron : Inspecteur puis Lieutenant Guisseppe Borelli (1994-2003)
- Jacques Martial : Inspecteur puis Lieutenant Jean-Philippe Bain-Marie (1989-2005)
- Christian Rauth : Inspecteur puis Lieutenant René Auquelin (1989-2005)
- Daniel Rialet : Inspecteur puis Lieutenant Joseph Blomet (1989-2005)
- Marie Fugain : Lieutenant Carole Maudiard (2000-2007)
- Filip Nikolic : Lieutenant Yann Boldec (2001-2005)
- Anthony Dupray : Lieutenant Lucas Paoli (2003-2005)
- Viktor Lazlo : Capitaine Hélène Roussel (2005)

#### Brigadier
- Jean-Marie Mistral : Brigadier Martin (1989-2005)

#### Commissaire divisionnaire
- Maurice Vaudaux : Commissaire divisionnaire Maurice Waltz (1989-2007)

#### Médecin légiste
- Bernard Larmande : Salvo Carlo, le médecin légiste, surnommé « le toubib » (1989-2007)

#### Scientifique
- Michel Pilorgé : Professeur Bloch, le policier scientifique (1991-2007)

#### Famille Navarro
- Emmanuelle Boidron : Yolande Navarro, fille de Navarro (1989-2007)
- Laura Granier : Cécile, filleule de Navarro (2001)

#### Nounou Yolande
- Isabelle Mergault : Miss Lulu, la baby-sitter de Yolande (1989-1991)

#### Cafetiers
- Catherine Allégret : Ginette Bouloche-Borelli dite Ginou (1989-1995 puis 1999-2007)
- Françoise Armelle : Gabrielle Laisi dite Gaby, la cousine et remplaçante de Ginou (1997-1998)
- Jean-Claude Caron : Guisseppe Borelli (2003-2007)

### Invités
- Edward Meeks (Un rouleau ne fait pas le printemps, 1989)
- Christine Pascal (Fils de périph, 1989)
- Jacques Penot (Folies de flic, 1989)
- Constanze Engelbrecht (Samouraï, 1990)
- Stéphane Ferrara (Billets de sang, 1990)
- Maxime Leroux (Strip-show, 1990)
- François Marthouret (Salade russe, 1990)
- Olivier Martinez (Barbès de l'aube à l'aurore, 1990)
- Anne-Marie Philipe (Strip-show, 1990)
- Olivier Py (Le cimetière des éléphants, 1990)
- Jean-Louis Tribes (Strip-show, 1990)
- Natacha Amal (Mort clinique, 1991)
- Brigitte Auber (Un mort sans avenir, 1991)
- Georges Corraface (Le clan des clandestins, 1991)
- Marianne Denicourt (Le collectionneur, 1991)
- Mouss Diouf (Dans les cordes, 1991)
- François-Éric Gendron (Samouraï, 1991)
- Agnès Jaoui (Comme des frères, 1991)
- Alexandra Kazan (Mort clinique, 1991)
- Patrice Melennec (Enlèvement demandé, 1991)
- Édouard Montoute (Les chasse-neige, 1991)
- Jean-Luc Reichmann (Mort clinique, 1991)
- Jean-Pierre Bouvier (Le collectionneur, 1992 ; La trahison de Ginou, 1997 ; Ainsi soit-il, 2003)
- Ivan Desny (Dernier casino, 1992)
- Lara Guirao (Mort d'un témoin, 1992)
- Jean-Pierre Kalfon (Dernier casino, 1992) (Sanglante Nostalgie, 1995)
- Lucas Belvaux (Coupable, je présume ?, 1993)
- Clovis Cornillac (En suivant la caillera, 1993)
- Grace de Capitani (Coupable, je présume ?, 1993)
- Antoine Duléry (L'honneur de Navarro, 1993)
- Charles Gérard (L'étoffe de Navarro, 1993)
- Ann-Gisel Glass (Triste Carnaval, 1993)
- Michèle Laroque (Coupable, je présume ?, 1993)
- Hervé Laudière (L'étoffe de Navarro, 1993)
- Cécile Pallas (L'étoffe de Navarro, 1993)
- Jean-Louis Tribes (L'honneur de Navarro, 1993)
- Pierre Abbou (Coup bas, 1994)
- Béatrice Agenin (Crime de sang, 1994)
- Gilbert Bécaud (Fort Navarro, 1994)
- Dany Boon (Coups bas, 1994)
- Grace de Capitani (Froid devant !, 1994)
- Daniel Duval (Triste carnaval, 1994)
- Chick Ortega (Les gens de peu, 1994)
- Isabel Otero (Femmes en colère, 1994)
- Paul Barge (Le cimetière des sentiments, 1995)
- Alice Béat (L'ombre d'un père, 1995)
- Jean-Pierre Bisson (Le cimetière des sentiments, 1995)
- Cécile Bois (Les chiffonniers de l'aube, 1995)
- Michel Creton (Sanglante nostalgie, 1995)
- Jean-Claude Dauphin (Sentiments mortels, 1995)
- Solveig Dommartin (Sentiments mortels, 1995)
- Guillaume Gallienne (rôle de Johnny Banane, 1995)
- Jean-Pierre Kalfon (Sanglante nostalgie, 1995)
- Claude Jade (Sentiments mortels, 1995)
- Miglen Mirtchev (L'encaisseur, 1995)
- Anne-Marie Philipe (Meurtre d'un salaud, 1995)
- Catherine Rouvel (Les chiffonniers de l'aube, 1995)
- Maria Schneider (L'ombre d'un père, 1995)
- Nils Tavernier (Les chiffonniers de l'aube, 1995)
- Philippe Bas (Le fils unique, 1996)
- Axelle Laffont (Une femme à l'index, 1997)
- Corinne Le Poulain (Verdict, 1997)
- Corinne Marchand (Le parfum du danger, 1997)
- Jacques Penot (Verdict, 1997)
- Tomer Sisley (Un bon flic, 1997)
- Jean-François Garreaud (Suicide d'un flic, 1998)
- Viktor Lazlo (Secrets, 1998)
- Kamel Belghazi (L'émeute, 1999)
- Max Boublil (L'émeute, 1999)
- Jocelyn Quivrin (Meurtre en famille, 1999)
- Ludivine Sagnier (Sur ma vie, 1999)
- Jean-Pierre Bernard (Mademoiselle Navarro, 2000)
- Geneviève Fontanel (Mademoiselle Navarro, 2000)
- Valérie Pascal (Terreur à domicile, 2000)
- Jean-Yves Berteloot (Jusqu'au bout de la vie, 2001)
- Nicole Calfan (La peau d'un mulet, 2001)
- Philippe Khorsand (Graine de Macadam, 2001)
- Thérèse Liotard (Zéro pointé, 2001)
- Mike Marshall (Police racket, 2001)
- Delphine Rollin (Une fille en flammes, 2001)
- Christian Vadim (Délocalisation, 2001)
- Béatrice Agenin (Promotion macabre, 2002)
- Adeline Blondieau (Promotion macabre, 2002)
- Éva Darlan (Meurtre en famille, 2002)
- Bénédicte Delmas (Les bourreaux de l'ombre, 2002)
- Patrice Melennec (Marchands d'hommes, 2002)
- Jean-François Poron (Une affaire brûlante, 2002)
- Jacques Spiesser (Promotion macabre, 2002)
- Guillaume de Tonquédec (Fascination, 2003)
- Élizabeth Bourgine (Au cœur du volcan, 2004)
- Michel Creton (Escort Blues, 2004)
- Corinne Le Poulain (Double meurtre, 2004)
- Grégory Fitoussi (Les bourreaux de l'ombre, 2004)
- Jérôme Hardelay (Zéro pointé, 1999)
- Georges Moustaki (Jour de colère, 2004)
- Gaspard Ulliel (La machination, 2000)
- Élizabeth Bourgine (L'Âme en vrac, 2005)
- Michel Creton (Adolescence brisée, 2005)
- Hassan Koubba (Mortelles violences, 2005)
- Herbert Léonard (La mort un dimanche, 2006)

## Générique de la série
Le générique Navarro Blues est interprété par Zabu. À la suite d'un différend entre le chanteur et la maison de production de la série, la chanson est interprétée jusqu'à la fin de la série par Herbert Léonard.

## Récompenses
- 7 d'or 1990 : meilleur comédien pour Roger Hanin
- 7 d'or 1991 : meilleure série
- 7 d'or 1997 : meilleur comédien de série pour Roger Hanin

## Audience
| no  | Date              | Titre de l'épisode                  | Audience   | PDM    | Source            |
| --- | ----------------- | ----------------------------------- | ---------- | ------ | ----------------- |
| 1   | 26 octobre 1989   | Folies de flic                      | 10 868 000 | 48.0 % | [ 4 ]             |
| 2   | 16 novembre 1989  | Un rouleau ne fait pas le printemps | 9 880 000  | 44.0 % | [ 4 ]             |
| 3   | 14 décembre 1989  | La fille d'André                    | 10 374 000 | 48.0%  | [ 4 ]             |
| 4   | 11 janvier 1990   | Le fils de périph                   | 11 484 000 | 51.0%  | [ 4 ]             |
| 5   | 8 février 1990    | Strip-Show                          | 9 900 000  | 42.0%  | [ 4 ]             |
| 6   | 15 mars 1990      | Barbès de l'aube à l'aurore         | 10 395 000 | 46.0%  | [ 4 ]             |
| 7   | 5 avril 1990      | Mauvaises actions                   | 9 405 000  | 42.0%  | [ 4 ]             |
| 8   | 6 septembre 1990  | Mort d'une fourmi                   | 7 920 000  | 35.0%  | [ 4 ]             |
| 9   | 4 octobre 1990    | Le cimetière des éléphants          | 8 415 000  | 42.0%  | [ 4 ]             |
| 10  | 10 janvier 1991   | Salade russe                        | 8 449 000  | 38.0%  | [ 4 ]             |
| 11  | 24 janvier 1991   | Samuraï                             | 7 952 000  | 35.0%  | [ 4 ]             |
| 12  | 7 février 1991    | Billets de sang                     | 7 952 000  | 37.0%  | [ 4 ]             |
| 13  | 14 mars 1991      | Le bal des Gringos                  | 9 443 000  | 45.0%  | [ 4 ]             |
| 14  | 4 avril 1991      | Comme des frères                    | 8 946 000  | 39.0%  | [ 4 ]             |
| 15  | 18 avril 1991     | Méprise d'otages                    | 8 946 000  | 39.0%  | [ 4 ]             |
| 16  | 2 mai 1991        | Une mort sans avenir                | 9 940 000  | 39.0%  | [ 4 ]             |
| 17  | 19 septembre 1991 | Les chasse-neige                    | 7 455 000  | 35.0%  | [ 4 ]             |
| 18  | 26 septembre 1991 | A l'ami à la mort                   | 8 946 000  | 43.0%  | [ 4 ]             |
| 19  | 24 octobre 1991   | Mort clinique                       | 8 449 000  | 37.0%  | [ 4 ]             |
| 20  | 31 octobre 1991   | La mariée est en rouge              | 9 443 000  | 40.0%  | [ 4 ]             |
| 21  | 14 novembre 1991  | Enlèvement demandé                  | 9 443 000  | 42.0%  | [ 4 ]             |
| 22  | 20 février 1992   | Le collectionneur                   | 9 592 100  | 41.0%  | [ 4 ]             |
| 23  | 2 avril 1992      | Le clan des clandestins             | 8 946 000  | 40.0%  | [ 4 ]             |
| 24  | 21 mai 1992       | Le dernier casino                   | 9 443 000  | 47.0%  | [ 4 ]             |
| 25  | 15 octobre 1992   | Mort d'un témoin                    | 9 443 000  | 46.0%  | [ 4 ]             |
| 26  | 14 janvier 1993   | L'étoffe de Navarro                 | 9 672 600  | 42.0%  | [ 4 ]             |
| 27  | 11 février 1993   | Les enfants de nulle part           | 10 341 450 | 46.9%  | [ 4 ]             |
| 28  | 18 mars 1993      | Le voisin du dessus                 | 9 261 000  | 41.0%  | [ 4 ]             |
| 29  | 13 mai 1993       | Le contrat                          | 9 775 500  | 46.0%  | [ 4 ]             |
| 30  | 30 juin 1993      | L'honneur de Navarro                | 9 261 000  | 43.0%  | [ 4 ]             |
| 31  | 23 septembre 1993 | Coupable, je présume ?              | N.C.       | N.C.   | [ 4 ]             |
| 32  | 13 janvier 1994   | En suivant la Caillera              | 10 958 850 | 49.0%  | [ 4 ]             |
| 33  | 10 mars 1994      | L'impardonnable                     | 11 576 250 | 52.0%  | [ 4 ]             |
| 34  | 14 avril 1994     | L'échange                           | 11 061 750 | N.C.   | [ 4 ]             |
| 35  | 2 juin 1994       | Un visage d'ange                    | 9 775 500  | 44.0%  | [ 4 ]             |
| 36  | 25 août 1994      | Froid devant                        | 10 084 200 | N.C.   | [ 4 ]             |
| 37  | 10 octobre 1994   | Des gens de peu                     | 9 261 000  | 44.0%  | [ 4 ]             |
| 38  | 30 janvier 1995   | Fort Navarro                        | 10 693 620 | 45.9%  | [ 4 ]             |
| 39  | 27 février 1995   | Le choix de Navarro                 | 11 881 800 | 51.0%  | [ 4 ]             |
| 40  | 27 mars 1995      | Coup bas                            | 12 140 100 | 52.0%  | [ 4 ]             |
| 41  | 10 avril 1995     | Femmes en colère                    | 10 538 640 | 45.2%  | [ 4 ]             |
| 42  | 22 mai 1995       | Sanglante nostalgie                 | 10 073 700 | 47.1%  | [ 4 ]             |
| 43  | 19 juin 1995      | Sentiments mortels                  | 8 782 200  | 43.0%  | [ 4 ]             |
| 44  | 7 septembre 1995  | Meurtre d'un salaud                 | 8 885 520  | 41.2%  | [ 4 ]             |
| 45  | 12 octobre 1995   | L'ombre d'un père                   | 9 557 100  | 44.9%  | [ 4 ]             |
| 46  | 26 octobre 1995   | Les chiffonniers de l'aube          | 9 143 820  | 38.6%  | [ 4 ]             |
| 47  | 7 décembre 1995   | L'encaisseur                        | 10 590 300 | 44.5%  | [ 4 ]             |
| 48  | 14 mars 1996      | La trahison de Ginou                | 8 983 890  | 40.4%  | [ 4 ]             |
| 49  | 11 avril 1996     | Le fils unique                      | 10 645 650 | 48.0%  | [ 4 ]             |
| 50  | 9 mai 1996        | Le cimetière des sentiments         | 10 749 510 | 48.9%  | [ 4 ]             |
| 51  | 15 mai 1997       | Une femme à l'index                 | 9 926 270  | 50.1%  | [ 4 ]             |
| 52  | 19 juin 1997      | Regrettable incident                | 9 614 450  | 50.5%  | [ 4 ]             |
| 53  | 3 juillet 1997    | Folies de flic                      | 8 523 080  | 42.3%  | [ 4 ]             |
| 54  | 18 septembre 1997 | Verdict                             | 9 562 480  | 46.6%  | [ 4 ]             |
| 55  | 16 octobre 1997   | Le parfum du danger                 | 9 354 600  | 42.6%  | [ 4 ]             |
| 56  | 11 décembre 1997  | Un mari violent                     | 12 472 800 | 54.8%  | [ 4 ]             |
| 57  | 26 mars 1998      | Triste carnaval                     | 9 110 640  | 43.3%  | [ 4 ]             |
| 58  | 23 avril 1998     | Pleure pas petit homme              | 10 786 160 | 51.2%  | [ 4 ]             |
| 59  | 3 septembre 1998  | Un bon flic                         | 10 576 720 | 50.0%  | [ 4 ]             |
| 60  | 5 novembre 1998   | La colère de Navarro                | 8 744 120  | 36.0%  | [ 4 ]             |
| 61  | 11 février 1999   | Pas de grève pour le crime          | 11 149 080 | 47.2%  | [ 4 ]             |
| 62  | 18 mars 1999      | Secrets                             | 11 254 260 | 51.3%  | [ 4 ]             |
| 63  | 16 septembre 1999 | Thomas, l'enfant battu              | 9 939 510  | 45.2%  | [ 4 ]             |
| 64  | 21 octobre 1999   | Avec les loups                      | 10 412 820 | 46.3%  | [ 4 ]             |
| 65  | 3 février 2000    | Suicide d'un flic                   | 9 769 850  | 42.2%  | [ 4 ]             |
| 66  | 9 mars 2000       | Esclavage moderne                   | 9 717 040  | 43.5%  | [ 4 ]             |
| 67  | 20 avril 2000     | L'émeute                            | 8 449 600  | 37.1%  | [ 4 ]             |
| 68  | 14 septembre 2000 | Bus de nuit                         | 9 400 180  | 41.9%  | [ 4 ]             |
| 69  | 12 octobre 2000   | Vengeance aveugle                   | 9 875 470  | 41.3%  | [ 4 ]             |
| 70  | 1er février 2001  | Terreur à domicile                  | 11 100 600 | 47.0%  | [ 4 ]             |
| 71  | 26 avril 2001     | Une fille en flammes                | 9 461 940  | 40.6%  | [ 4 ]             |
| 72  | 14 juin 2001      | Jusqu'au bout de la vie             | 8 351 880  | 35.8%  | [ 4 ]             |
| 73  | 27 septembre 2001 | Mademoiselle Navarro                | 10 360 560 | 45.2%  | [ 4 ]             |
| 74  | 13 décembre 2001  | Graine de macadam                   | 10 360 560 | 43.8%  | [ 4 ]             |
| 75  | 28 mars 2002      | Promotion macabre                   | 8 586 000  | 37.5%  | [ 4 ]             |
| 76  | 25 avril 2002     | Meurtre en famille                  | 8 533 000  | 35.8%  | [ 4 ]             |
| 77  | 12 septembre 2002 | Le parrain                          | 9 222 000  | 42.1%  | [ 4 ]             |
| 78  | 17 octobre 2002   | La peau d'un mulet                  | 8 692 000  | 36.7%  | [ 4 ]             |
| 79  | 21 novembre 2002  | Délocalisation                      | 10 494 000 | 47.9%  | [ 4 ]             |
| 80  | 19 décembre 2002  | Sur ma vie                          | 7 844 000  | 32.8%  | [ 4 ]             |
| 81  | 9 janvier 2003    | Ne pleurez pas Jeannettes           | 9 970 840  | 42.0%  | [ 4 ]             |
| 82  | 6 février 2003    | Police Racket                       | 9 011 080  | 38.7%  | [ 4 ]             |
| 83  | 6 mars 2003       | Chute d'un ange                     | 9 384 320  | 40.0%  | [ 4 ]             |
| 84  | 27 mars 2003      | Marchand d'hommes                   | 8 531 200  | 37.0%  | [ 4 ]             |
| 85  | 5 juin 2003       | Sortie autorisée                    | 9 384 320  | 42.6%  | [ 4 ]             |
| 86  | 11 septembre 2003 | Flics et trafics                    | 8 531 200  | 38.5%  | [ 4 ]             |
| 87  | 30 octobre 2003   | Voleurs sans défense                | 10 504 040 | 42.6%  | [ 4 ]             |
| 88  | 19 février 2004   | Zéro pointé                         | 9 543 840  | 39.0%  | [ 4 ]             |
| 89  | 18 mars 2004      | La revenante                        | 8 627 200  | 37.1%  | [ 4 ]             |
| 90  | 22 avril 2004     | Fascinations                        | 10 083 040 | 42.3%  | [ 4 ]             |
| 91  | 16 septembre 2004 | Les bourreaux de l'ombre            | 8 141 920  | 35.2%  | [ 4 ]             |
| 92  | 4 novembre 2004   | La foire aux sentiments             | 9 274 240  | 40.2%  | [ 4 ]             |
| 93  | 2 décembre 2004   | La machination                      | 8 950 720  | 36.7%  | [ 4 ]             |
| 94  | 20 janvier 2005   | Une affaire brûlante                | 8 788 960  | 36.8%  | [ 4 ]             |
| 108 | 19 avril 2007     | Familles blessées                   | 6 858 000  | 28.7%  | [réf. nécessaire] |

## Commentaires

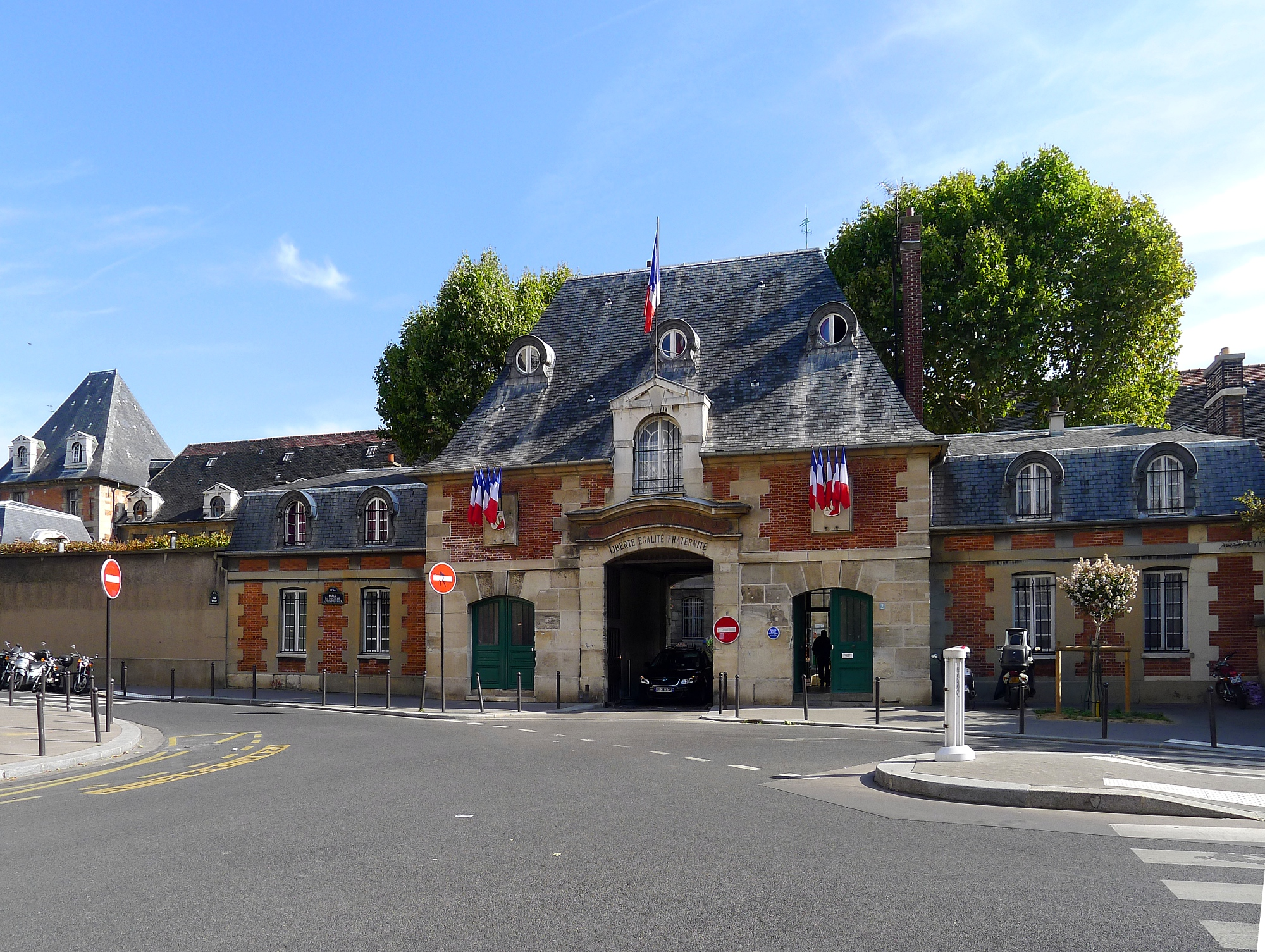
Extérieur du commissariat, en réalité la façade d'une entrée de l'hôpital Saint-Louis située place du Docteur-Alfred-Fournier à Paris.

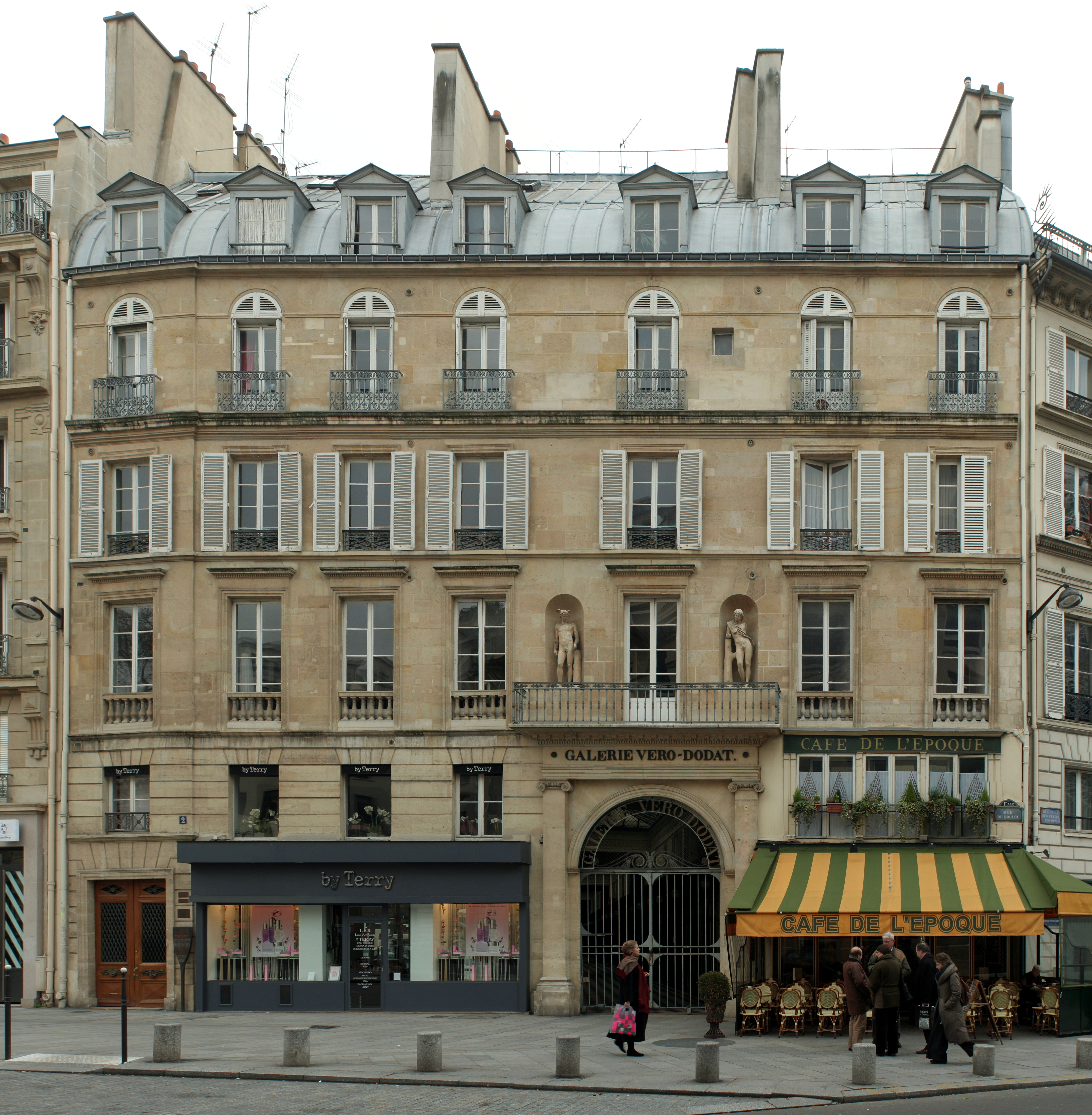
Le Café de l'Époque, à côté de la Galerie Véro-Dodat située au 2 rue du Bouloi à Paris.

Cette section regroupes plusieurs informations sur : la série Navarro et les films dérivés de la série ; ainsi que le tournage des épisodes.
- L'une des erreurs de la série est que Martin, censé être brigadier, porte en fait des galons de gardien de la Paix.
- Dès le début de la série, Roger Hanin approche les 65 ans, âge auquel un commissaire de police prend généralement sa retraite. L'acteur a plus de 80 ans lors des derniers tournages.
- Navarro fait partie des séries policières françaises les plus populaires des trente dernières années. Elle a donné lieu à de nombreuses versions internationales.
- La fille de Navarro a fait l'objet d'un téléfilm « hors série » appelé Mademoiselle Navarro.
- Le dernier épisode inédit de Navarro est diffusé le 19 avril 2007. La série Brigade Navarro avec Viktor Lazlo, Nathalie Vincent, Filip Nikolic et Anthony Dupray la remplace.
- À partir de 2001, le tournage des scènes d'intérieur s'est fait en numérique, puis, vers 2003-2004, certains épisodes ont été entièrement réalisés en numérique HD.
- Tous les tournages des lieux récurrents - comme le café de Ginou ou les locaux du commissariat - se sont déroulés à Bezons, dans une ancienne usine désaffectée, transformée en studio de tournage et située rue Henri-Barbusse[5].
- Le logement de Navarro est situé dans la Tour Athènes du quartier Italie 13 de Paris - son adresse fictive dans la série est 17, rue du Javelot)[6]. Erreur : il s'agit de la tour Londres de ce quartier (on voit Navarro dans un épisode en sortir sur le parvis où le nom "Londres" apparait clairement, de même dans l'entrée souterraine par le parking).  Les 8 petites fenêtres supérieures du salon de l'appartement de Navarro -en 2 groupes de 4- de la tour Londres sont identiques, alors que les fenêtres supérieures de la tour Athènes ont des dimensions inégales : voir photos sur le net, notamment : https://pss-archi.eu/immeubles/FR-75056-143.html)
- L'entrée du commissariat est en fait la porte Sud-Ouest de l'hôpital Saint-Louis, située place du Docteur-Alfred-Fournier, au croisement de la rue Bichat et de l'avenue Richerand, dans le 10e arrondissement de Paris.
- Le café de Ginou est en fait le Café de l'Époque, situé au 2 rue du Bouloi, dans le 1er arrondissement de Paris, à côté de la Galerie Véro-Dodat.
- La production de la série s'est achevée en 2005 d'après les dépôts légaux inscrits[7] et le dernier épisode diffusé en 2007 est un épisode de 2003[7].

## DVD
- La première saison est sortie en DVD, les 6 premiers en 2006.
- 104 des 108 épisodes sont sortis en DVD, répartis sur 8 saisons chez Polygram.
- Navarro - Saison 1 (Les 13 épisodes en 7 DVD) - Date de Sortie 17 mars 2015 "Édition AB"

### Détails des coffrets
Les coffrets ne suivent pas vraiment l'ordre des épisodes ou même la répartition des saisons. Voici un détail des épisodes par coffret.

#### Coffrets de type "Saison"

##### Coffret Saison 1
Le coffret Saison 1 contient en réalité des épisodes des saisons 1, 2 et début de 3.
Ces épisodes sont les suivants :
- 01.01 - Folies de flic
- 01.02 - Un rouleau ne fait pas le printemps
- 01.03 - La fille d Andre
- 02.01 - Fils de periph
- 02.02 - Strip show
- 02.03 - Barbes de l’aube à l’aurore
- 02.04 - Mauvaises actions
- 02.05 - Mort d’une fourmi
- 02.06 - Le cimetière Des Elephants
- 03.01 - Salade russe
- 03.02 - Samouraï
- 03.03 - Billets de sang
- 03.04 - Le bal des gringos

#### Coffret Saison 3
Ce coffret contient l'intégrale de la saison 3.
- 03.01 - Salade russe
- 03.02 - Samouraï
- 03.03 - Billets de sang
- 03.04 - Le bal des gringos
- 03.05 - Comme des frères
- 03.06 - Méprises d'otages
- 03.07 - Un mort sans avenir
- 03.08 - Les chasse-neige
- 03.09 - À l'ami à la mort
- 03.10 - Mort clinique
- 03.11 - La mariée était en rouge
- 03.12 - Enlèvement demandé
- 03.13 - Dans les cordes

#### Coffrets de type "Volume"

##### Coffret Volume 1
- 05.01 - L'étoffe de Navarro
- 05.02 - Les enfants de nulle part
- 05.03 - Le voisin du dessus
- 05.04 - Le contrat
- 05.05 - Coupable, je présume
- 05.06 - L’honneur de Navarro
- 06.01 - En suivant la caillera
- 06.02 - Crime de sang (l’impardonnable)
- 06.03 - L’échange
- 06.04 - Un visage d’ange
- 06.05 - Froid devant
- 06.07 - Les gens de peu

##### Coffret Volume 2
- 06.06 - Triste carnaval
- 07.01 - Fort Navarro
- 07.02 - Le choix de Navarro
- 07.03 - Coups bas
- 07.04 - Femmes en colère
- 07.05 - Sanglante nostalgie
- 07.06 - Sentiments mortels
- 07.07 - Meurtre d'un salaud
- 07.08 - L'ombre d'un père
- 07.10 - L'encaisseur

##### Coffret Volume 3
- 07.09 - Les chiffonniers de l'aube
- 08.01 - La trahison de Ginou
- 08.02 - Le fils unique
- 08.03 - Le cimetière des sentiments
- 09.01 - Une femme à l'index
- 09.02 - Regrettable incident
- 09.03 - Verdict
- 09.04 - Le parfum du danger
- 09.05 - Un mari violent
- 10.02 - Un bon flic

##### Coffret Volume 4
- 10.01 - Pleure pas p'tit homme
- 10.03 - La colère de Navarro
- 11.01 - Pas de grève pour le crime
- 11.02 - Secrets
- 11.03 - Thomas, l'enfant battu
- 11.04 - Avec les loups
- 12.01 - Suicide de flic
- 12.02 - Esclavage moderne
- 12.04 - Bus de nuit
- 14.06 - Sur ma vie

##### Coffret Volume 5
- 12.03 - L'Émeute
- 14.02 - Meurtre en famille
- 12.05 - Vengeance aveugle
- 13.03 - Jusqu'au bout de la vie
- 13.02 - Une fille en flammes
- 13.01 - Terreur à domicile
- 14.01 - Promotion macabre
- 13.04 - Mademoiselle Navarro
- 15.01 - Ne pleurez pas Jeannette
- 16.06 - La machination

##### Coffret Volume 6
- 13.05 - Graine de macadam
- 14.03 - Le parrain
- 14.05 - Délocalisation
- 14.04 - La peau d’un mulet
- 16.01 - Zéro pointé
- 15.02 - Police racket
- 15.03 - Chute d’un ange
- 15.04 - Marchand d’hommes
- 15.06 - Flics et trafic
- 16.02 - La revenante

##### Coffret Volume 7
- 15.02 - Sortie autorisée
- 15.07 - Voleurs sans défense
- 17.01 - Une affaire brulante
- 16.03 - Fascinations
- 16.04 - Les bourreaux de l’ombre
- 16.05 - La foire aux sentiments
- 19.04 - Ainsi soit-il
- 17.02 - Manipulation
- 17.05 - Double meurtre
- 17.03 - Escort blues

##### Coffret Volume 8
- 18.02 - La mort un dimanche
- 17.04 - Une femme aux abois
- 18.01 - Mortelles violences
- 18.03 - Jour de colère
- 18.04 - Au coeur du volcan
- 18.05 - Blessures profondes
- 18.06 - L'âme en vrac
- 19.01 - Adolescence brisée
- 19.02 - Disparition
- 19.03 - Familles blessées

## Véhicules du commissaire
Navarro a utilisé :
- Une Peugeot 405 en 1989 et 1990
- Une Citroën XM de 1991 à 2001 (5 exemplaires différents au total)
- Une Citroën C5 de 2001 à 2003
- Une Renault Vel Satis de 2004 à 2005

## Armes de service
Navarro a utilisé (comme ses mulets) :
- Un révolver Manurhin F1 de 1989 à 2003